# Liniile Nazca

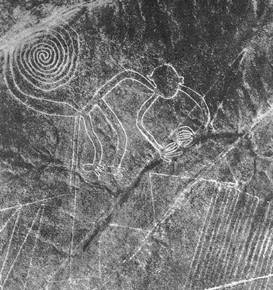
Fotografie aeriană realizată de Maria Reiche, unul dintre primii arheologi care au studiat liniile, 1953.

Liniile Nazca sunt o serie de geoglife localizate în Deșertul Sechura  din Peru. Acestea au fost desemnate de UNESCO ca aparținând Patrimoniului Mondial. Platoul înalt și arid se întinde mai mult de 80 km între orașele Nazca și Palpa în Pampas de Jumana. Deși unele geoglife locale sunt aseamănătoare culturii Paracas, oamenii de știință cred că Liniile Nazca au fost create de către cultura Nazca între 650 î.Hr. și 400 î.Hr.. Sute de figuri individuale într-o gamă de complexitate de la linii simple la colibri stilizați, păianjeni, maimuțe, pești, rechini sau balene ucigașe, llame și șopârle. 

## Descoperire și locație
Liniile Nazca au fost văzute în anii 1920 de către oamenii aflați în avioanele comerciale care la început au crezut că sunt linii primitive desenate în pământ. Descoperirea lor este însă atribuită arheologului peruvian Toribio Mejia Xesspe care le-a identificat în timpul unei excursii realizate pe dealurile din apropiere în anul 1927, inițial crezând că sunt artefacte importante ce aparțin civilizației incașe. Geoglifele au devenit cunoscute pe scară largă după anii 1930 când au fost observate dintr-o aeronavă, viziunea de ansamblu a acestora putând fi remarcată doar din aer. Piloții avionului trebuiau să fotografieze locurile prin care urma să fie construită autostrada panamericană care trecea prin Valle de Palpa. În timpul survolului acestei zone au realizat instantanee cu niște linii necunoscute lor, crezând că sunt drumuri vechi sau șanțuri de irigare incașe. Teoria a fost ulterior infirmată de către cercetătorul Paul Kosak de la Universitatea din Long Island care a efectuat în 1940 diagnoza asupra acestei descoperiri.
Geoglifele se află pe un platou deșertic ce se întinde între orașele Nazca și Palpa, această zonă fiind cunoscută la nivel local sub denumirea de „Pampas de Jumana”. Regiunea este situată la 400 de km sud de Lima și are 100 km lungime, 8 km lățime, liniile fiind realizate pe 450 km2. Condițiile au fost prielnice pentru conservarea lor în timp datorită climei (este una dintre cele mai aride ținuturi de pe Pământ, aversele durând doar 20 de minute pe an) și a geomorfologiei (teren drept, stâncos ce minimalizează erodarea sa de către vânt). Acești factori combinați cu existența unui sol de culoare deschisă au făcut posibilă păstrarea geoglifelor pe parcursul anilor. Silexul ce se află la suprafața liniilor conține oxid de fier, motiv pentru care au o nuanță întunecată.

## Construire și caracteristici
Cele aproximativ 300 de geoglife au dimensiuni variate, majoritatea fiind cuprinse între 15 cm și mai multe sute de metri, iar altele se întind pe câțiva kilometri. Cercetătorul William H. Isbell le-a grupat în următoarele categorii: linii lungi și drepte, figuri largi, geometrice, desene de plante și animale, grămezi de roci și figuri care decorează laturile colinelor din jur. Printre reprezentări se numără maimuțe, tarantule, condori, iguane și multe forme geometrice cum ar fi cercuri, linii perfect paralele sau trapezoide - unele întinzându-se pe 14 km.
Oamenii de știință au constatat că geoglifele au fost realizate prin îndepărtarea rocilor de la suprafața de culoare închisă, pe care le-au așezat ulterior în forme prestabilite, astfel descoperindu-se solul de o nuanță mai deschisă. Șanțurile au fost create cu o mare precizie și este posibil ca nazcanii să fi posedat cunoștințe de geometrie și inginerie de bază, la fel ca vechii egipteni. Scriitorul Jim Woodman consideră că liniile nu au putut fi realizate decât cu ajutorul direcțiunilor date din aer, astfel construind un balon din materialele existente în acea vreme. Aparatul a zburat doar 2 minute, însă cercetătorii sunt sceptici privind aceasta teorie deoarece nu s-au găsit dovezi care să o susțină. Potrivit lui William E. Shawcross, oamenii au înlăturat „învelișul subțire și brun al suprafaței”, călcând pe el.
Englezul Tony Morrison (realizator de filme și explorator) a demonstrat că se pot realiza linii drepte cu ajutorul câtorva țăruși, cotidianul Time afirmând că traiectoria geoglifelor din Nazca era deviată la interval de câțiva yarzi pe parcursul unei mile, fapt susținut de parii ce au fost găsiți la un interval de 1,8 kilometri. Maria Riche a explicat că nazcanii au desenat mai întâi liniile pe parcele de pământ cu lungimea de 6 picioare (1,8288 metri), multe dintre acestea fiind descoperite lângă geoglife. Apoi părțile componente erau separate pentru a fi realizate la o scară mai mare. Ea a afirmat că liniile drepte au putut fi făcute prin întinderea unei sfori între doi stâlpi, cercurile cu ajutorul unei frânghii ancorate de o piatră și liniile curbe mai complexe prin unirea anumitor arcuri de cerc. Cercetătoarea a prezentat ca probe ce susțin aceste teorii unele roci sau găuri ce reprezintă centrele cercurilor.